# ماري إليزابيث وينستد
ماري إليزابيث وينستد (بالإنجليزية: Mary Elizabeth Winstead)‏، ممثلة أمريكية من مواليد 28 نوفمبر 1984. وينستد معروفة بأدوارها في أفلام الرعب الوجهة النهائية 3 ومظاد للموت والشيء وأبراهام لنكولن: صائد مصاصي الدماء، ولها أدوار خارج النوع الرعب مثل وسي أبنة جون مكلين في فيلمي داي هارد 4.0 ويوم مناسب لموت قاسي.
وينستد متزوجة منذ 2010 بالمخرج الأمريكي رايلي ستيرنز التي التقت به في سن ال18، عندما كانت على متن سفينة سياحية.

## أفلامها
| عام  | عنوان                                                       | دور                           | ملاحظة             |
| ---- | ----------------------------------------------------------- | ----------------------------- | ------------------ |
| 2005 | الحلقة الأثنان                                              | إيفلين الصغيرة                |                    |
| 2005 | Checking Out                                                | ليزا أبل                      |                    |
| 2005 | سكاي هاي                                                    | غويندولين 'غوين' جريسون       |                    |
| 2006 | الوجهة النهائية 3                                           | ويندي كريستنسن                |                    |
| 2006 | بوبي                                                        | سوزان تايلور                  |                    |
| 2006 | عيد ميلاد أسود                                              | هيذر لي-فيتزجيرالد            |                    |
| 2006 | فتاة المصنع                                                 | إنغريد سوبر ستار              |                    |
| 2007 | غريندهووس (فيلم): المضاد للموت                              | لي مونتغمري                   |                    |
| 2007 | داي هارد 4.0                                                | لوسي جينيرو-مكلين             |                    |
| 2008 | Make It Happen ‏                                             | لورين كيرك                    |                    |
| 2010 | سكوت بلجريم ضد العالم                                       | رامونا فيكتوريا فلور          |                    |
| 2011 | ماجنفكيت                                                    | لين                           | قصير               |
| 2011 | تكاليف المعيشة                                              | الحاسوب (صوت)                 | قصير               |
| 2011 | الشيء                                                       | الدكتورة كيت لويد             |                    |
| 2012 | ابراهام لنكولن: صائد مصاصي الدماء                           | ماري تود لينكولن              |                    |
| 2012 | حطمَ"                                                        | كيت هانا                      |                    |
| 2013 | لمحة داخل عقل تشارلز سوان الثالث"                           | كيت                           | متوفر على اي تيونز |
| 2013 | يوم مناسب لموت قاسي                                         | لوسي جينيرو-مكلين             |                    |
| 2013 | A.C.O.D.                                                    | لورين ستينغر                  |                    |
| 2013 | المدهش الآن                                                 | هولي كيلي                     |                    |
| 2014 | سبع سنوات، وثلاثة أيام                                      |                               |                    |
| 2016 | ممر كلوفرفيلد 10 ----------------------- رجل الجيش السويسري | ميشيل ------------------ سارة |                    |

## روابط خارجية
- ماري إليزابيث وينستد على موقع IMDb (الإنجليزية)
- ماري إليزابيث وينستد على موقع ميتاكريتيك (الإنجليزية)
- ماري إليزابيث وينستد على موقع روتن توميتوز (الإنجليزية)
- ماري إليزابيث وينستد على موقع قاعدة بيانات الأفلام العربية
- ماري إليزابيث وينستد على موقع ألو سيني (الفرنسية)
- ماري إليزابيث وينستد على موقع ميوزك برينز (الإنجليزية)
- ماري إليزابيث وينستد على موقع تيرنر كلاسيك موفيز (الإنجليزية)
- ماري إليزابيث وينستد على موقع أول موفي (الإنجليزية)
- ماري إليزابيث وينستد على موقع بوكس أوفيس موجو (الإنجليزية)
- ماري إليزابيث وينستد على موقع قاعدة بيانات الأفلام السويدية (السويدية)